# Fanesca
Fanesca é uma sopa de peixe típica do Equador e tradicionalmente preparada na Semana Santa com doze qualidades diferentes de grãos, que correspondem aos apóstolos. A maior parte dos ingredientes, principalmente os grãos, tem que ser cozida separadamente, pelo que esta sopa é uma justificação para a família alargada se juntar e os adultos colaborarem na sua confeção. O peixe que é normalmente usado é o bacalhau seco cozido em leite, mas qualquer peixe seco pode ser utilizado. O único líquido utilizado na fanesca tradicional é o leite, mas pode também usar-se um caldo de peixe, especialmente se for feito com o próprio peixe escolhido para a sopa.
A fanesca é tradicionalmente servida com ovo cozido, banana frita, queijo fresco, “aji criollo” (cebola em rodelas marinada em sumo de lima) e fritos de farinha de trigo com leite e ovos; se não se tiver usado todo o bacalhau na sopa, umas lascas em cada prato fazem também parte da fanesca. À parte, apresentam-se “empanadas de viento”, ou pasteis de queijo.